# Villa Azcapotzalco
La Villa Azcapotzalco, también denominada anteriormente como Villa de Azcapotzalco, Ciudad de Azcapotzalco, Azcapotzalco de Porfirio Díaz o Villa de Bustamante y Quintanar, es la población más antigua del Distrito Federal, anterior en 18 siglos a la Ciudad de México.
Durante su etapa final, como capital política del Altépetl Tepaneca de Azcapotzalco, dominó a México-Tenochtitlan, para ser vencida por esta última en 1427. 
Se incorporó al Imperio español durante la Conquista en el continente. Luego, fue transformada en una población con un gobierno indígena propio, bajo control imperial, ya que el Imperio español no quería apartar a la Ciudad de México, que era capital del Virreinato de Nueva España. Desde 1928 es la cabecera de la Alcaldía Azcapotzalco de la Ciudad de México.

## Historia

### Época Prehispánica

#### Antes de Cristo A.C.

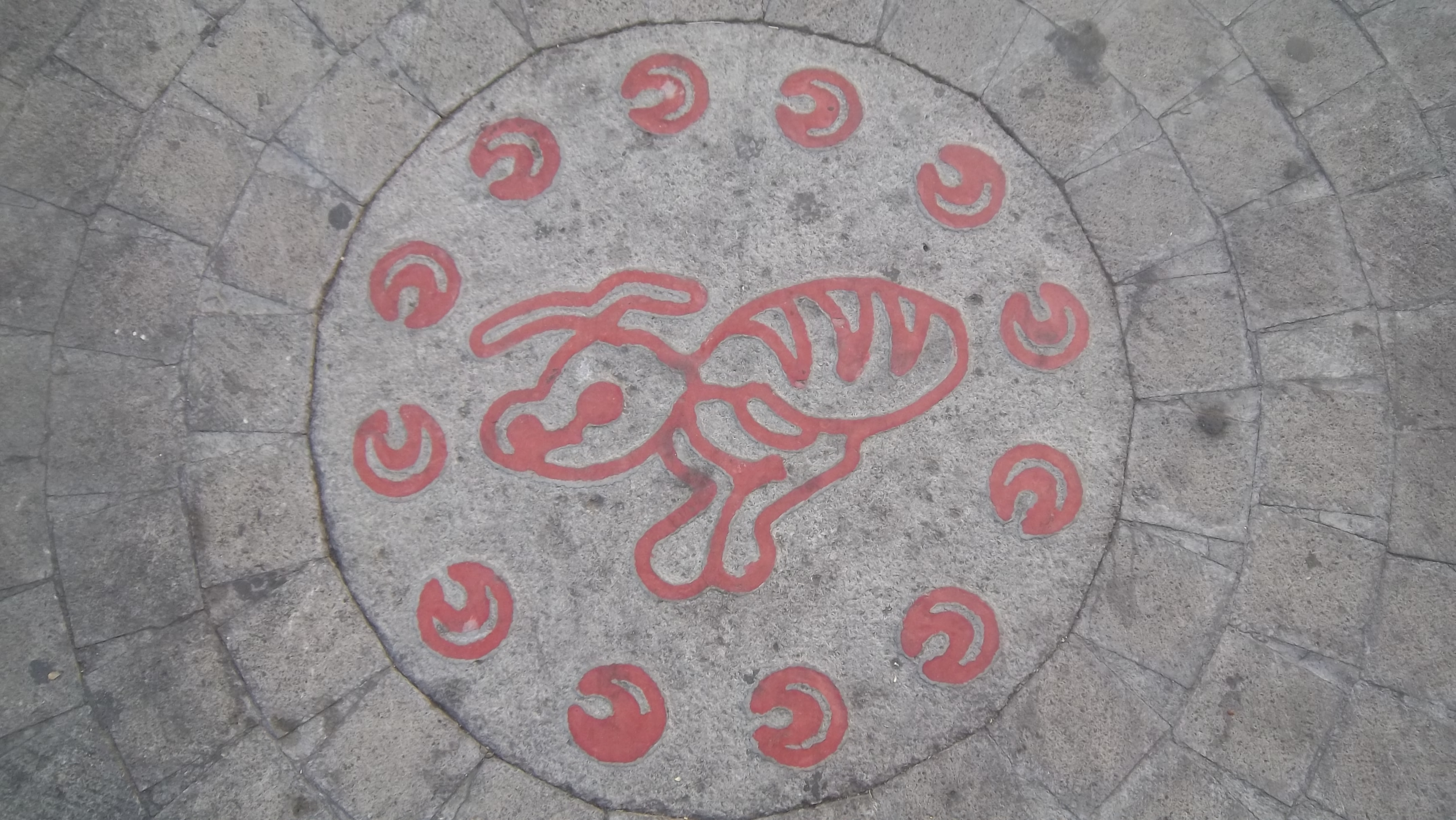
Topónimo de Azcapotzalco, en el Monte de las hormigas, por la multitud de personas que asistían a la ciudad capital del Altépetl de Azcapotzalco antes de caer ante los mexicas y texcocanos.

Entre el año 7000 a 6000 A.C. la zona que ocupa hoy la villa se encontraba en medio del lago de Texcoco como una simple isla en medio de una zona de poca profundidad donde debió abundar las hierbas que sirvieron de alimento a los varios mamuts que han sido encontrados en la zona al parecer víctimas de ahogamiento, ya que no presentan sus huesos indicios de mordeduras, ejemplo de esto son los restos encontrados en las colonias Reynosa Tamaulipas y Santo Domingo, que se descubrieron durante las obras del Metro y de construcción de la Avenida Parque Vía.
Entre 1200 a 200 A.C. se encuentra que la zona es mucho más seca y que se forma como una península en el lago de Texcoco en la cual desembocan varios ríos que vienen desde la Sierra de las Cruces y la Sierra de Monte Alto. De esa época se tienen los primeros vestigios humanos, característica que comparte con Tacubaya, en la fase más tardía se encuentran similitudes con las pequeñas poblaciones ubicadas en Zacatenco, Ticomán, Copilco, Cuicuilco, Tlatilco y Cerro del Tepalcate.

#### Cuicuilco
Entre el 200 A.C. a 100 D.C. se ha detectado un singular aumento de su población la cual ha sido atribuida a la erupción del Volcán Xitle, por otra parte se ha propuesto que la Villa de Azcapotzalco fue un punto intermedio en la fundación de Teotihuacan por la similitud cultural con el Teotihuacan clásico.

#### Época teotihuacana
Entre 400 a 650 D.C. se encuentran muchas similitudes en la villa y poblaciones cercanas con la cultura Teotihuacana, debido a eso se cree que fue muy influenciada o gobernada por los teotihuacanos, de ello da nota la forma como construyeron sus casas, forma rectangular con cuartos que tienen un patio central al cual dan las puertas de los cuartos, con un fogón y adoratorio central, pisos de estuco o barro alisado, además de que su alfarería al final de esa época se nota ya no influenciada pos los teotihuacanos, es ya netamente alfarería teotihuacana. De eso y su basura se ha resuelto que debió ser una ciudad teotihuacana con un carácter comercial de donde se proveían de productos lacustres, como animales de caza y sal.
Entre todas las estructuras las ubicadas en la zona, la encontrada como base para el templo de Felipe y Santiago, se ha considerado las más antiguas y en uso continuo del valle de México, se cree que debió ser la residencia de los gobernantes Teotihuacanos por la calidad de sus acabados, y luego fue heredada por los siguientes gobernantes.
Al final de esa época se cree que debió bajar mucho el nivel del lago de Texcoco por lo cual se descubrieron más islas y pasos entre ellas, por lo cual se han encontrado restos de pobladores de Azcapotzalco en los pueblos de San Bernabé Xochimanca, Acalotenco, Pantaco, Huautla, San Andrés de Las Salinas y en las islas de Nonoalco, Tlatelolco y Tlacocomolco, donde se han encontrado restos típicamente teotihuacanos.
Entre los años de 650 a 850, la ciudad de Teotihuacan sufre un deterioro grave que termina con su desaparición como ciudad, mientras su cultura se dispersa y mezcla con otras, en la zona de Azcapotzalco los restos de las poblaciones muestran cierta congruencia cultural que mostraría la creación de un estado con una cultura teotihuacana pero muy influida por la cultura Náhuatl, siendo esto uno de los primeros momentos en que se ha detectado la presencia de esa cultura en la cuenca de México.

#### Época Tolteca
Luego entre los años de 800 a 1100 surge como altépetl la ciudad de Tula que bajo la llamada cultura tolteca se vuelve la fuerza hegemónica de la cuenca de México, por los restos estudiados Azcapotzalco y las demás ciudades del valle de México se volvieron ciudades de cultura tolteca, se cree que pudo ser un punto de comercio en la zona y como de paso, así como un productor de sal y alimentos, de esto último debió ser de gran importancia ya que se han encontrado los restos de obras que permitirían la construcción de caminos que mejoraran la comunicación con Tollan-Xicocotitlan, además de controlar los ríos que desembocaban en el lago de Texcoco, dentro de estas últimas obras se han encontrado los restos de obras para la producción masiva de alimentos, como en Xancopinca por Pantaco o sobre el río de Los Remedios, que pasaba a un lado de la Villa de Azcapotzalco, que podría ser el origen o la primera vez que se empleaba la chinampa en la zona. En estos lugares también se ha detectado la presencia de grupos otomies los cuales pudieron ser llevados como esclavos o trabajadores a la zona.
De 1100 a 1376 se sabe que el altépetl de Tula sufrió una lenta degradación en su influencia hasta desaparecer como ciudad, por lo cual surgió un altépetl en Tenayuca de cultura chichimeca otomí cuyo primer gobernante tuvo el nombre de Xólotl, este mando hacer muchas obras hidráulicas en Azcapotzalco que permitieron crear una red de caminos y controlar las fuentes de agua que llegaban de la sierra formando con ello chinampas que tenían exclusivamente agua dulce, de esa época se detecta y por los antiguos relatos se sabe que entran otomís matlatzincas que eran originarios del valle de Toluca, los cuales son luego conocidos como Tepanecas, no se sabe a ciencia cierta si ya eran plenamente de cultura Náhuatl ya que su nombre solo se fijó hasta la época mexica donde en náhuatl su nombre significa “los que viven sobre las piedras” o “los que viven en los pedregales”. Además de ellos entran a la cuenca de México los Acolhuas que se establecen en Coatlichan (hoy Texcoco) y otomíes en Xaltocan con quienes luego establecen una Triple Alianza.

#### Época Náhuatl
Se sabe que eran al menos un pueblo muy mezclado por los restos de sus adoratorios donde se han encontrado imágenes de dioses matlatzincas y náhuatls, además de algunos de los relatos que sobrevivieron en algunos de los informantes náhuatls que tuvieron los españoles en Santiago Tlatelolco; durante el dominio mexica muchos de sus conocimientos e historias fueron a dar al fuego por orden del tlatoani mexica Itzcóatl, quien intentó con eso hacer una historia más adecuada a la ideología mexica, borrando mucha de la historia donde aparecían humillados por los otros grupos náhuatls; debido a eso la reconstrucción de la historia tepaneca, chalca, colhua, acolhua, y otras ha sido muy difícil, dando con eso una variedad de versiones diferentes de lo que pasó antes de 1427 cuando inició su gobierno, por eso se han propuesto varias líneas de quienes gobernaron Azcapotzalco, las listas difieren en fechas y nombres pero son bastante congruentes entre sí por algunos hechos.

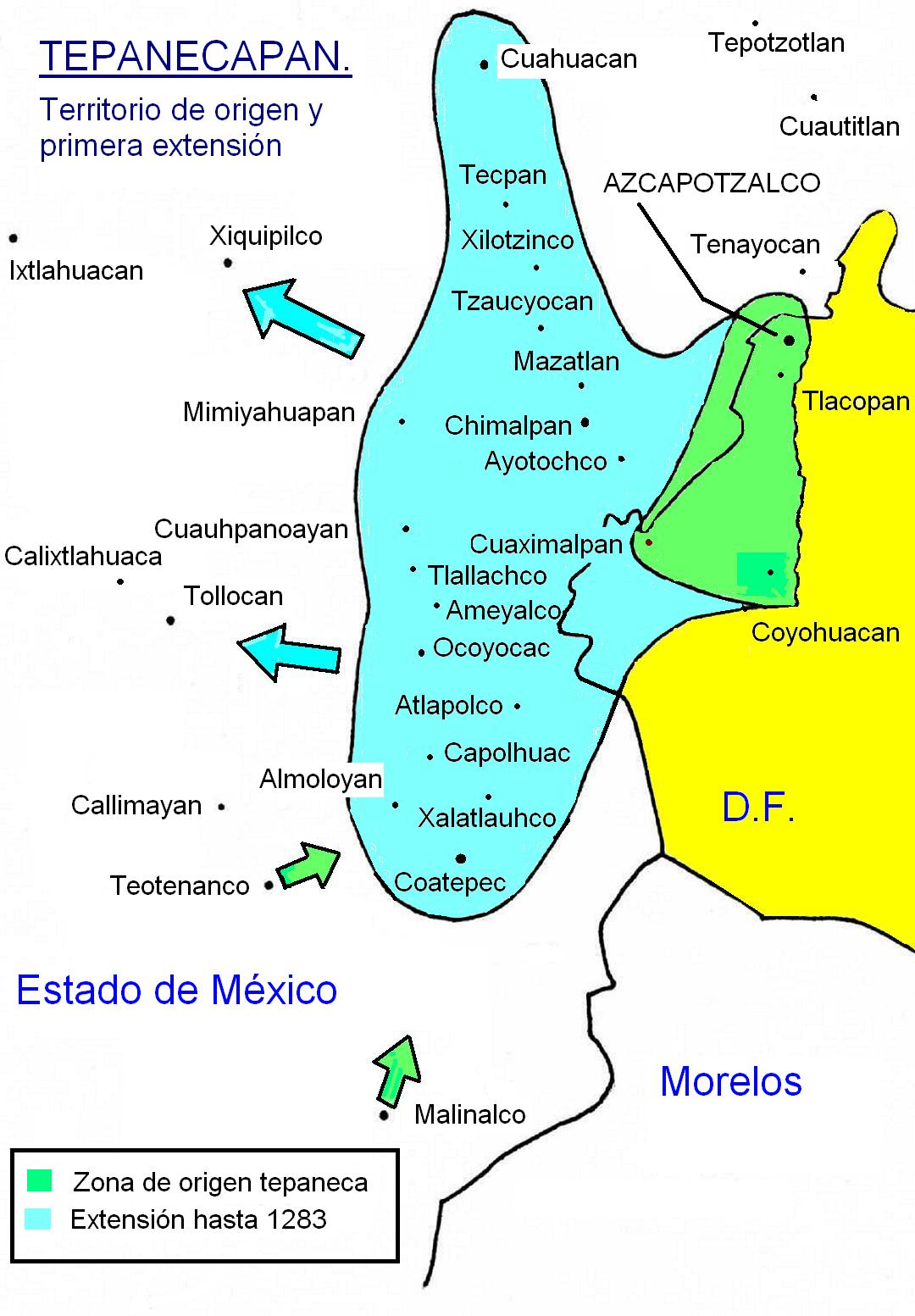
Primera etapa bajo dominio Náhuatl

- Hueytzintecuhtli (1116 a 1142). Primer gobernante propio de Azcapotzalco del cual se cree que era originario de la ciudad y que no debió tener descendencia o que la ciudad cayó bajo el vasallaje de Tenayuca durante su gobierno.[2][1]

- Acolhuatecuhtli (1142 a 1167). Primer gobernante reconocido por los mexicas, y que tiene cierta base mítica, se dice que era originario de la villa y que fue designado por Xólotl luego de casarse con su hija Cuetlaxochitzin, ella y Acolhuatecuhtli son conocidos como los fundadores de Azcapotzalco, incluso entre los mexicas, aunque eso había ocurrido siglos antes, eso puede ser solo una parte de mitología ya que el Xólotl histórico de Tenayuca debió vivir por el año de 1026. En algunas fuentes le llaman solo Acolhua.[2][1]

- Cuecuex (1168 a 1193). No confundir con el gobernante de Coyoacán cuando cae la ciudad ante los mexicas.[2][1]

- Quauhtzintecuhtli (1194 a 1219)

- Ilhuicamina (1220 a 1245).

- Matlacóhuatl (1246 a 1271 ó de 1152 a 1222).
- Chiconquiauhtzin (1222 a 1248). Podría ser una especie de regente.

- Tezcacohuatl (1272 a 1297)

- Tezcapuctli o Tezcapoctzin (1298 a 1323 ó de 1248 a 1283). En su gobierno entran los mexicas al valle de México y se asientan de inicio en Azcapotzalco por 1296 en el barrio llamado Mexicapan, por la cronología debieron entrar bajo el auspicio del gobierno de Tenayuca quien para ese momento tenía como tributario a Azcapotzalco. A los mexicas se les identifica como el Pueblo Mexitli en varios documentos novohispanos de origen tepaneca, se menciona que para el momento de su entrada al valle de México los mexicas habían fundado dos ciudades en el valle de Cuautitlan, Huixachtitlan en 1240 y Cuauhmixtitlan en 1274. En el valle de México los llamados Mexitli se asientan en Chapultepec en 1286, en la tira de la peregrinación se da una fecha posterior hacia 1332, en las varias crónicas se menciona que se debió a que los tepanecas querían expulsar a los matlatzincas-texcaltepecas (provenientes de Texcaltepec como se le llamaba a Malinalco en el valle de Toluca) por lo que dieron su permiso a los mexicas, pero luego cuando los mexicas son hostilizados por la Triple Alianza de Colhuas son dejados a su suerte por los tepanecas quienes casi los eliminan, en esa guerra son además expulsados de la Sierra de Santa Catarina (1299) y quedan sometidos al Altépetl de Culhuacan quienes los usan como mercenarios, debido a esto son atacados por los tepanecas de Azcapotzalco quienes los someten como vasallos.[2][1]

- Teotléhuac (1324 a 1349). Durante su gobierno en 1325 es fundada la ciudad de Mexico-Tenochtitlan, originalmente llamada México-Cuauhmixtitlan, por documentos como la Tira de la Peregrinación se da una fecha posterior, 1366 y por restos arqueológicos una anterior al siglo XII. Este Huey Tlatoani de Azcapotzalco permite la fundación de México-Tlatelolco a quienes les da uno de sus hijos como primer tlatoani, Cuaquauhpizahuac, durante esta etapa los Tepanecas logran la máxima expansión de su imperio, abarcando los valles de México, Toluca y Cuautitlan, ya que al oriente los frenan los imperios Acolhua y Xochimilca.[2][1]

- Xiuhtlatonac (1350 a 1362).[2][1]
- Cihuaxóchitl (1363 a 1426). Podría ser una especie de regente.[2][1]

- Tezozomoc (1342 a 1426). Lo longevo de su reinado y vida solo se explica por la quema de libros que realizó Itzcóatl, su importancia para Azcapotzalco es el hecho de que mantuvo una paz constante con los mexicas, tanto tenochcas como tlatelolcas, en la tradición mexica este tlatoani recibe de los mexicas como regalo la chinampa sobre la cual hay una garza empollando, pero para su época varios de los pueblos ribereños de la cuenca de México ya la habían desarrollado, incluso al noroeste del lago de Texcoco los tepanecas habían desarrollado un sistema de chinampas y albarradones que les permitían cultivar con las aguas dulces que venían de los ríos de la Sierra Alta, o en el medio del lago como ocurrió alrededor del Peñón de los Baños.[2][1]

- Maxtla (1426-1428). Descrito como el usurpador del trono tepaneca al matar a su hermano Quetzalayatzin y quien fuera responsable de la caída del llamado Imperio Tepaneca y su capital la Villa de Azcapotzalco (1428) en las manos de los mexicas que conformaron con la ciudad de Texcoco y luego con la ciudad de Tacuba.[2][1]

Luego de la expulsión de Maxtla de la ciudad el resiste por cinco años más en Coyoacán, Tacubaya y en San Pedro Cuajimalpa en la Sierra de la Cruces. Pero desde ese momento a la ciudad de Azcapotzalco la suerte le abandona, sus templos son profanados y más importante, el tlatoanimexicaItzcóatl (1427 a 1440) manda quemar los libros tepanecas (diríamos hoy códices) sobre todo lo que había sobre la historia antigua, con lo cual pueden escribir una nueva historia.

#### Bajo dominación Mexica
Luego de la entrada de Tacuba a la Triple Alianza con México-Tenoctitlan y Texcoco, la ciudad de Azcapotzalco es sometida a la degradación, primero se le quita cualquier poder sobre las ciudades que le eran vasallas, se destruyen sus templos y sus sacerdotes, sus tierras de cultivo y chinampas se repartieron entre los mexicas tenochcas, se impulsó una política de inmigración de mexicas a la ciudad por lo que desde ese momento deja de tener su propios gobernantes, todos son nombrados desde México-Tenochtitlan aunque al ser cabeza del pueblo tepaneca el Altépetl de Tacuba en teoría era este quien lo nombraba y a quien entregaba el tributo.
De los tlatoanis nombrados por lo mexicas tenemos a:
- Yohualpal Yectlitezin (1433 a 1474).

- Tezozomoctli (también llamado como El Mozo Tezozómoc) (1474 a 1499).

- Tlaltecatzín Oquiztzin (1499 a 1511 o 1519) en algunas crónicas se dice que murió en 1511. Luego de él no hay un nombre en concreto, solo se menciona al Señor de Azcapotzalco, por eso hay discrepancias sobre quién era el Señor de Azcapotzalco a la llegada de los españoles.

### Durante la Conquista
Durante la conquista del llamado Imperio Mexica, el llamado Señor de Azcapotzalco nunca dudó en apoyar a los mexicas, incluso el tlatuani del barrio de Mexicapan se rinde junto a Cuauhtémoc, pero al parecer entre los tepanecas el sentimiento no era totalmente compartido, así durante la llamada Noche Triste el 30 de junio de 1520 los españoles y sus aliados indígenas fueron perseguidos por indígenas mexicas y tepanecas, pero a la vez el noble tepaneca Tlaltecatzín los guía en su huida, muriendo en Tliliuhcan un lugar sin identificar cercano a Azcapotzalco, en la tradición tlaxcalteca se menciona que ellos llegaron a refugiarse en el pueblo de San Pedro Cuajimalpa que era entonces el lugar de paso para el comercio al valle de Toluca y que estaba poblado por tepanecas.
Poco después de eso en noviembre y diciembre de 1520 se desató la epidemia de viruela que diezmó a toda la población del valle de México, incluida la de Azcapotzalco, esa epidemia fue portada por un esclavo negro de Pánfilo de Narváez y que en buena medida sirviera de apoyo a la conquista.
Entre marzo y abril de 1521, Azcapotzalco y otras poblaciones cercanas fueron tomadas por los españoles y tlaxcaltecas, que con otras ciudades supusieron poner sitio a México-Tlatelolco y a México-Tenochtitlan. Pedro de Alvarado es el encargado de cerrar ese flanco, controlando la zona noroeste del lago de Texcoco, las chinampas donde había comida y las calzadas de Nonoalco y Tacuba que además llevaban agua a las ciudades de Tenochtitlan y Tlatelolco. Al término de la batalla los restos de la población mexica se refugian en Azcapotzalco y otras ciudades como Coyoacán y Cuautitlán.

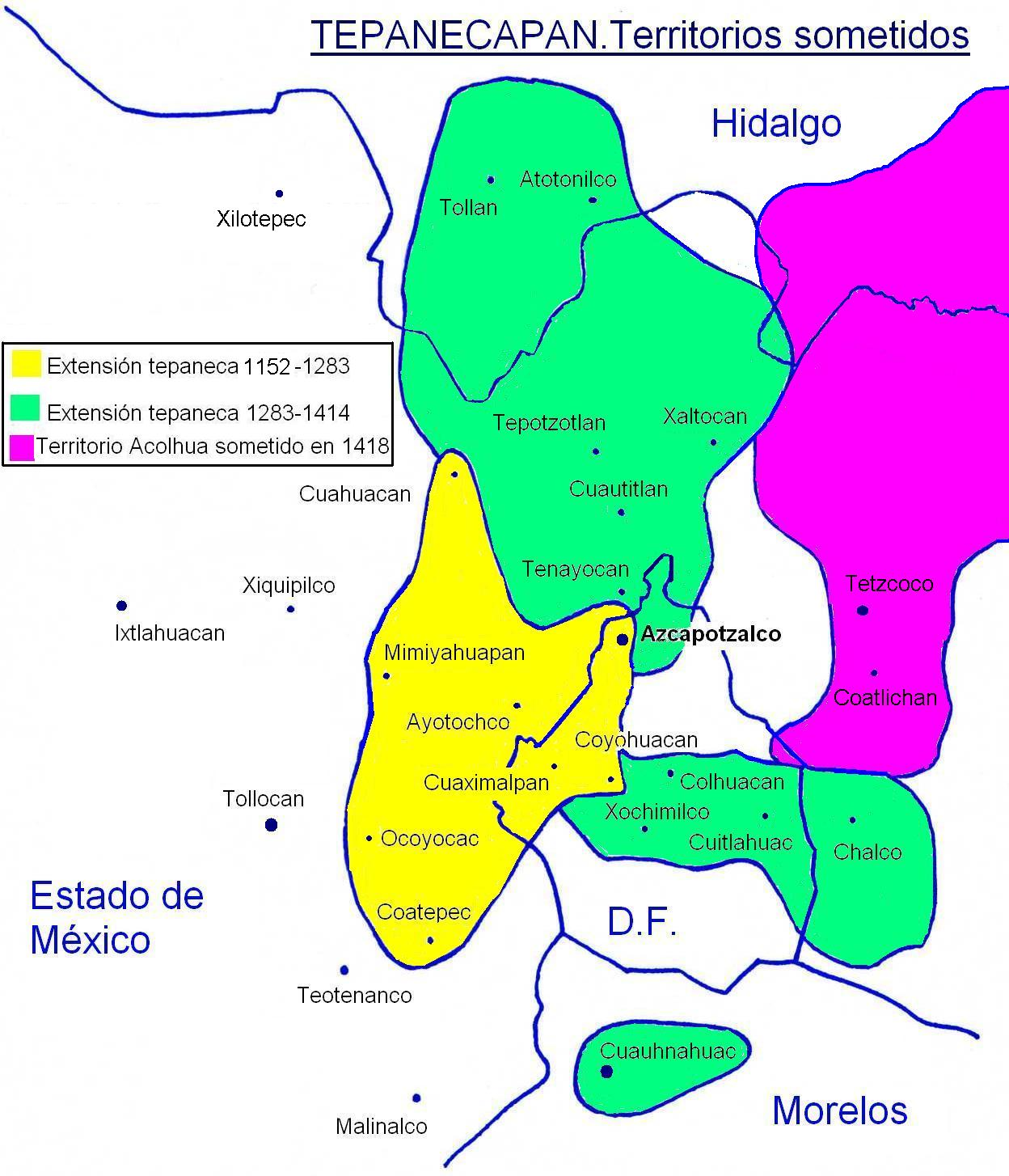
Máxima extensión del Altépetl de Azcapotzalco.

### Época Colonial

#### Siglo XVI
Tras la caída de México-Tenochtitlan, Azcapotzalco fue organizada como una República Indiana, que tenía un solo Gobernador Indígena pero dos cabildos, el de los mexicas llamado Azcapotzalco Mexicapan y el de los tepanecas llamado Azcapotzalco Tepanecapan. A la vez como parte del Marquesado del Valle de Oaxaca, Hernán Cortes dio a Francisco y Juan de Montejo la zona como encomienda.
El primer Gobernador Indígena de nombre español, Carlos Oquiztzín, murió de enfermedad en la expedición a Las Higueras, tras la muerte de Cuauhtémoc en Hueymolla, Honduras, en 1524.
En 1528 es nombrado gobernador Tlatecatzín, quien inicia los trabajos de reconstrucción de la ciudad, aunque no logró mucho ya que la población disminuía constantemente por las exigencias que hacían los españoles para llevarlos a efectuar otros trabajos fuera de la ciudad, además de los que se llevaban como esclavos a las islas del Caribe y a Europa, comercio que se acabó al poco tiempo, murió en 1532.
El domingo 24 noviembre de 1538 en la primera e incipiente construcción del Templo de San Felipe y Santiago se lleva a cabo un acto penitencial contra los nobles indígenas Martín Tlacoxcalcatl, Francisco Huitzinahual y Pedro Tlacatleque y los indígenas Martín Cuico, Pedro Cuautle y Joan, quienes tras un discurso del obispo Juan de Zumárraga son liberados pero antes deben ver cómo quemaban las figuras de sus dioses y jurar que nunca más volverían a adorarlos.
Acto seguido se apresura la evangelización de los naturales, construyendo sobre los antiguos templos indígenas los templos cristianos. Así en 1540 se inician varias obras, entre ellas las de un convento dominico bajo el mando de fray Lorenzo de la Asunción. Unos años después, en 1543, el primer virrey Antonio de Mendoza y Pacheco envía un funcionario real llamado Tello de Sandoval para mediar entre los grupos mexicas y tepanecas de la ciudad que venían presentando reclamaciones sobre propiedades en Azcapotzalco: el pleito termina cuando el enviado real realiza una traza de la ciudad que satisface a ambos. Contraviniendo lo que estipulaba la legislación para la protección de los indígenas, en Azcapotzalco se otorgan varias mercedes de terrenos a españoles como Thomas de Rujoles: ello origina problemas con las autoridades indígenas de la ciudad, aunque algunos otros, como los frailes dominicos, son bien recibidos. Dichos frailes terminarán las obras del Templo de San Felipe y Santiago y la Casa de Visita anexa al templo, y en 1546 inician las procesiones con la imagen del Señor de Nextengo. Posiblemente debido a esas desavenencias el virrey da a la república una caballería para 20 animales en tierras cercanas a la ciudad, (tlilhuaca y ahuehuetitla), que habían pertenecido al patrimonio de los tlatoanis tepanecas. Y entre 1547 a 1548 inicia un proceso judicial contra el encomendero Francisco de Montejo a favor de los indígenas: a dicho encomendero se le acusaba de excesos en el cobro de impuestos y trabajos, el llamado Tequio. Como castigo se pide que se le retire la encomienda, pero este puede heredarla a su hija Catalina de Montejo como dote y ella logra que le sea reconocida aunque luego al no tener herederos la encomienda vuelve a manos de la corona.
En 1549 la población padece una epidemia de peste o cocoliztli que mata a gran número de indígenas y a algunos españoles: antes de esta se contaban diecisiete mil indígenas y después de ella solo quedaban tres mil, con el vicario de la parroquia de Azcapotzalco figurando entre las víctimas. Un año después y en parte como una forma de contentar a la población, se inicia el juicio contra el oidor, el licenciado Lorenzo de Tejeda, quien se valía de la fuerza para obligar a los indígenas a intercambiar sus terrenos de siembra por terrenos de menor calidad, además de forzarlos a trabajar por encima de lo que marcaban las Leyes de Indias.
En 1551 se desencadena la primera crisis de agua en Azcapotzalco porque los indígenas de Tenayuca, Tepeaquilla, Teucalhueyacan, Tacuba y Azcapotzalco sacan más agua de la debida de los ríos que alimentan la zona controlada de agua dulce del lago de Texcoco, lo que causa bajos niveles y problemas para la navegación. A eso se suma el nuevo pleito entre mexicas y tepanecas sobre los terrenos en Azcapotzalco: para solucionarlo se comisiona a Juan Ramírez, gobernador indígena de Xilotepec, quien se entiende con Diego de León por parte de los tepanecas y con un tal Baltasar por parte de los mexicas. El conflicto se resuelve al autorizar a los mexicas a cortar 30 cargas de leña cada semana para llevar a la ciudad de México como parte de su impuestos, ellos no tenían propiedades en montes.
A causa del ganado que pastaba libremente y dañaba los cultivos, el español Francisco Cortazar recibe la licencia para tomar el ganado suelto y llevarlo a un corralón donde los dueños deben pagar su multa y los daños que cause su bestia, actividad que ya realizaba el español para la República Indiana de San Juan Tenochtitlan.
Entre 1551 y 1553, por medio del tequio y en algunos casos bajo salario, los indígenas de Azcapotzalco construyen los caminos a Jilotepec que llegara hasta Zacatecas y el camino a Villa del Carbón. Mientras en 1552 se libera del tributo de 30 cargas de leña a los mexicas de Azcapotzalco para pasarla a los indígenas de Teucalhueyacan, Cuahuacan y Huizquilucan, a la vez que Fernando de Montejo pide a la Audiencia de México que se le dote de indígenas para terminar su casa lo que ocurre en 15 de junio de 1552, casa a donde llega a vivir el futuro beato Sebastián de Aparicio quien luego compraría varios terrenos donde fundaría haciendas como la de Clavería y el Rosario, además de iniciar la tradición del Día de Muertos conjugando las tradiciones indígena y cristiana europea.
Ese mismo año el virrey autoriza al indígena Antonio Valeriano originario de Azcapotzalco a poder vestir como europeo y poder montar yegua que era un privilegio reservado para los españoles, la razón de tal medida es que Valeriano es colegial y profesor en el Colegio de Santa cruz y preceptor del Colegio de San Juan Bautista. En 1555 muere el gobernador indígena de la parcialidad tepaneca de la ciudad dejando un heredero de solo doce años, por lo que el virrey nombra a un regente que no es parte del linaje de nobles tepanecas. En 1558 se esconden en la ciudad varios indígenas principales y comunes de San Juan Teotihuacan debido a un motín que habían organizado en su ciudad, por eso llevan a cabo procesiones de noche para que el virrey les perdone, cosa que ocurre. En 1560 se contabilizan 1500 indígenas tributarios en la ciudad.
El 4 de febrero de 1561 los indígenas que gobiernan Azcapotzalco envían al rey español una carta pidiendo el reconocimiento o título a su población como una ciudad, con lo cual lograrían varios privilegios. Además de ello solicitaron la creación de un colegio real en Azcapotzalco, la reducción del repartimiento, la ayuda para solucionar sus límites territoriales con Tacuba, la restitución de los antiguos tributos y privilegios a los nobles indígenas como que el tianguis de Azcapotzalco sea celebrado varias veces a la semana como antaño y no solo los sábados, que le sean repuestas como vasallas las ciudades de Tenochtitlán, Tacuba, Coyoacán, Atlacuihuaya, Huitzilopochco, Cohuatlayauhca, Tultitlan, Tepexpan, Acolman, Tulquauhyoca, Cuitlachtepec, Ayotochco, Oztoticpac, Quacholac y Totomihuaca, nótese que no dicen México ya que esa ciudad era exclusiva de los españoles y fundada recientemente entre Tlatelolco y Tenochtitlán, entre otros impuestos se menciona que a la semana Azcapotzalco debe dar treinta indios para construir el templo de Santo Domingo en la ciudad de México, otros diez indios para la construcción de la catedral de la ciudad de México, cinco más para el Templo de Guadalupe en el Tepeyac. Un dato importante es que los tepanecas sostienen que su ciudad fue fundada en el año 40 D.C. y no es más reciente que la ciudad de México.
En 1565 se cree que terminaron las obras del Convento Dominico de Azcapotzalco con la ayuda de la parte mexica de la ciudad, cinco años luego inicia la construcción definitiva del Templo de San Felipe y Santiago. Al parecer debido a la escasez de mano de obra en 1576 se sabe que indígenas de San Juan Teotihuacan van a Azcapotzalco como parte de su tequio a realizar labores para la siembra de trigo. En 1579 terminan de construir el templo de San Simón y San Judas Tadeo en el barrio tepaneca de San Simón Pochtlan y se hace una súplica al gobernador de Azcapotzalco y al alcalde mayor de Tacuba, para que los indígenas de San Juan Tlilhuaca, Teotihuacan y Tequesquinahuac sean obligados por el tequio para trabajar en las obras del templo de San Felipe y Santiago bajo la guía de fray Lorenzo de la Asunción. En 1583 se encuentran talleres de plata manejados por indígenas en Azcapotzalco por lo que se pone vigilancia para que no adulteren la plata usada en la fabricación de artículos. En 1589 se dan de nuevo conflictos por tierras entre la parte mexica y tepaneca de indígenas.
Entre 1590 a 1592 inician las obras del acueducto entre el manantial de Zancopinca en Pantaco, que servirán para llevar agua a Santiago Tlatelolco, de esta obra de 1087 al poco tiempo se derrumban 670 metros que se reponen un año después con la participación de indígenas de Coyoacán, Mexicaltzinco, Iztapalapa, Tlatelolco y Tenayuca. Ese mismo año la encomienda de Azcapotzalco que estaba en manos de la descendencia de Francisco de Montejo pasa oficialmente a manos del Virrey Luis de Velasco.

#### Siglo XVII
En 1603 el templo de San Juan Tlihuacan se derrumba inesperadamente sin causar víctimas. En 1621 se presenta a la Audiencia de México un proyecto para encauzar el río de los Remedios, devolviéndolo a su antiguo cauce para mejorar su aprovechamiento. En 1629 se inicia una peste que afectó seriamente a Azcapotzalco y para 1630 continúa dicha epidemia, que se atribuye al exceso de lluvias: por la muerte de 600 personas se menciona que Azcapotzalco no puede sostener su "cuota de sangre" (personas) para los trabajos que debe hacer bajo el tequio.
Para 1632 varias instituciones religiosas tenían haciendas e intereses económicos en la zona por ejemplo el Colegio de Porta Coeli de la orden dominica, quien demanda a la Audiencia de México se le proporcionen indígenas para los trabajos agrícolas, pero debido a la peste surgida entre 1622 y 1623 los pueblos de Azcapotzalco son liberados de la obligación de trabajar gratuitamente en las fincas de españoles.
En 1636 se hacen trabajos de reparación en las calzadas de San Antonio, Tacuba, El Calvario, Azcapotzalco y Guadalupe a causa de las inundaciones que habían pasado unos años atrás, además de construirse el Templo de San Juan Xalpa. Un año después finaliza la construcción del Templo de San Miguel Amantla. El 14 de abril de 1646 se registra el primer sismo de importancia en Azcapotzalco, donde se colapsa el muro del atrio de la parroquia de Azcapotzalco.
En 1652 se da la primera peregrinación de la imagen de la Virgen de los Remedios a Azcapotzalco, desde el Santuario de Los Remedios. Un año después por un sismo se derrumba la mitad del Templo de San Felipe y Santiago, además del templo de San Juan Tlilhuaca que es destruido por el mismo sismo junto con parte del templo de San Andrés Cahualtongo, a eso se agregaron varias casas de indígenas y españoles. Por eso en 1654 la campana principal del Templo de San Felipe y Santiago, que fuera hecha en la misma población, es llevada a la Catedral Metropolitana en la ciudad de México donde se queda con el nombre de San Diego, después de lo cual se pierde su rastro.
En 1658 durante una visita pastoral a la parroquia por parte del obispo de México se ordena que las actas de nacimiento se escriban en español y no en náhuatl como se acostumbraba. Ese mismo año al realizarse las fiestas patronales en el templo de San Felipe y Santiago se rompe el poste utilizado en el Juego del Volador matándose los danzantes y varios espectadores, desde ese año se prohíbe el juego en Azcapotzalco.
Como parte de las reformas españolas tendientes a aumentar la recaudación en 1662 se pone a la venta el empleo de alcalde de Azcapotzalco, como ocurrió en toda la Nueva España y otras posesiones españolas, que gobernaría los municipios españoles e indígenas de Azcapotzalco por igual, aun a pesar de que cada uno tenía su gobernador particular, eso causa grandes problemas entre los indígenas por lo que en 1689 se deben restaurar a los gobernadores indígenas mexica y tepaneca. En 1680 Azcapotzalco sufre de inundaciones por el desbordamiento del Río de los Remedios, con lo que en 1683 se inician los trabajos para reconstruir la capilla de San Francisco Xocotitla que resultó afectada en el sismo de 1653.
En 1693 se inicia una sequía en el valle de México por lo que se hacen obras para mejorar el uso del agua que baja de la Sierra Alta y conducirla del Río de los Remedios a Azcapotzalco. En 1697 el sacerdote, viajero y escritor italiano, Gemeli Carreri quien en Azcapotzaltco intentó examinar las ruinas del palacio de los llamados reyes tepanecas, contó no haber encontrado vestigio alguno de ellas y que Azcapotzalco era poco más que un pequeño pueblo.

#### Siglo XVIII

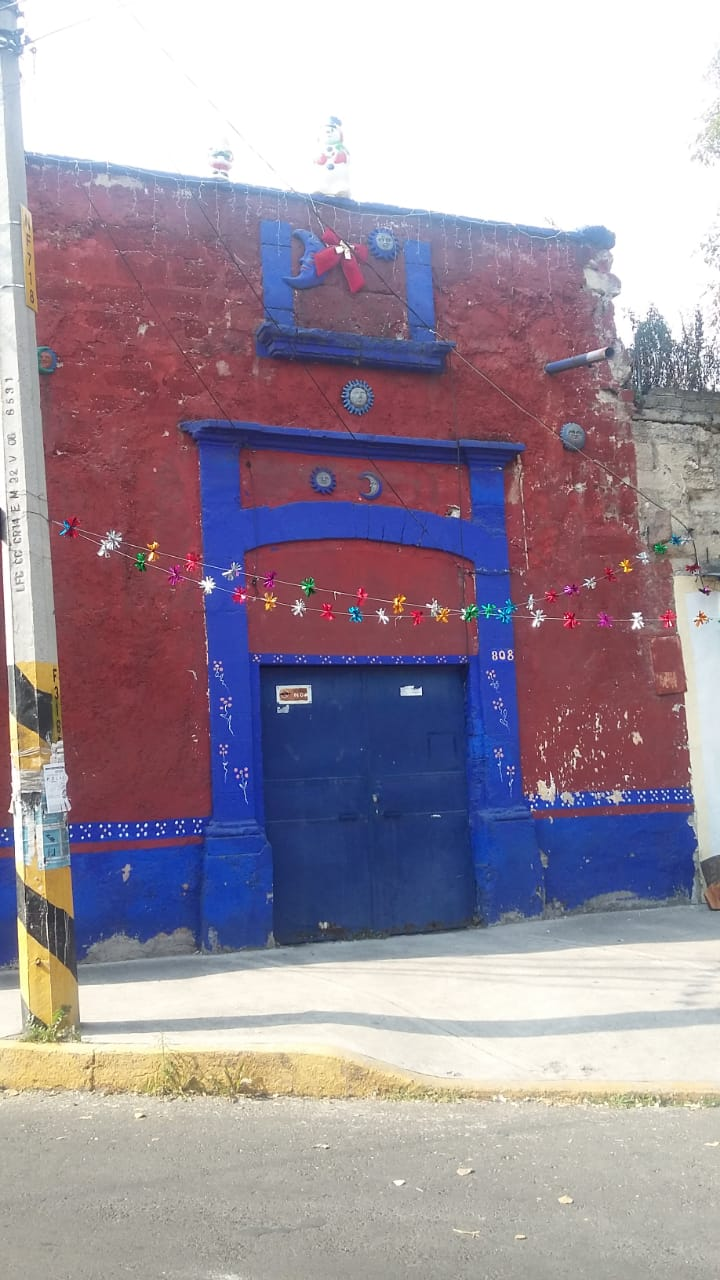
Casa del siglo XVIII, ubicada en la esquina de Avenida Azcapotzalco y san Simón.

En 1702 se reinaugura el templo de San Felipe y Santiago en cuyo frente está una gran hormiga colorada, símbolo de Azcapotzalco. Un par de años después un informe al virrey indica que Azcapotzalco es principalmente un pueblo de indígenas organizados en una República Indiana cuyos ingresos se basan mayoritariamente en el alquiler de sus tierras, por el que obtiene 580 pesos anuales: en comparación, la república de indios de Tlanepantla obtiene 705 pesos y la República de Indios de Santiago Tlatelolco por medio de su Hacienda de Santa Anna de Aragón gana 5000 pesos al año.
En 1707 se inaugura la capilla de San Francisco Xocotitla y se inicia un censo que en 1709 reporta que Azcapotzalco estaba habitada por 593 familias, con cerca de 3000 habitantes, en 27 barrios de mexicas y tepanecas, con tres haciendas de nombre San Antonio Claveria, Careaga o del Rosario y San Antonio, además de seis ranchos llamados Amealco, San Rafael, San Marcos, Pantaco, San Isidro y Azpeitia.
En la propia Azcapotzalco el censo cuenta los siguientes barrios mexicas y tepanecas:
San Simón Pochtlan, San Marcos Izquiztlan Santos Reyes Izquitlan (Tezcacouaca), San Andrés Tetlanman, Santa Bárbara Tetlanman, Santa Catarina Atzcacualco, Santo Tomas Tlamatzinco, San Sebastián Atenco, San Bernabé Amolonco, Santa María Amalinaltinco, San Lucas Atenco, San Salvador Nextengo, La Concepción Huitznahuac, Santa Apolonia Tetzcolco, San Francisco Tetecala (también llamado San Francisco Tzapotla), Santo Domingo Huexotitla (también llamado San Martín Xochinahuac), San Mateo Xaltilolco, Santa Cruz Acayucan, Santa Lucía Tomatlán, San Miguel Ahuexotla (también llamado San Miguel Tlayacan o Santa Bárbara Yopico), San Miguel Amantla, Santiago Ahuexotla, San Pedro Mazatlán, San Bartolomé Atlicholouayan, San Juan Tlihuacan (también llamado San Juan Quilhuacan, San Juan Tlacacocan, San Juan Tlatocapan o San Juan Calpoltitlan), Santa María Natividad Xocoyahualco y Santa Cruz del Monte Cuauhtla.

En 1736 se inició en Azcapotzalco y Tacuba una peste que se extendió por todo el valle de México contándose 2574 fallecidos. En 1745 el ingeniero y viajero italiano Lorenzo Boturini afirma haber encontrado los palacios de los Reyes Indígenas de Azcapotzalco, todos en ruinas pero con inscripciones como la llamada Rueda de los Señoríos o Círculo del Tepanecayotl, el cual copio.

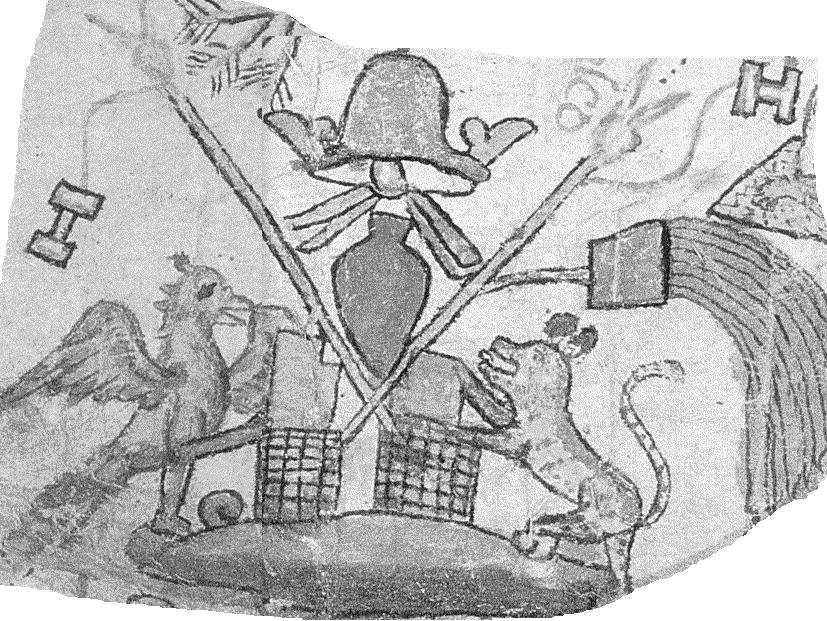
Representación del escudo o glifo correspondiente a la Villa de Azcapotzalco que encontrara Lorenzo Boturini: esta imagen corresponde al Códice García Granados.

En 1748 para mejorar el camino hacia la La Villa de Guadalupe se construye un puente sobre el Rio de los Remedios cerca de la Hacienda de La Patera. En 1754 se menciona que en la jurisdicción de Azcapotzalco hay seis escuelas, que son administradas por los frailes dominicos, en Azcapotzalco hay una sostenida por la caja de las repúblicas de indios. Ya que solo había veintisiete familias españolas o criollos que en su mayor parte eran hacendados, molineros, rancheros, hortelanos, tenderos, panaderos, tocineros, mercaderes, repartidores de mulas y ropas, los cuales son obligados a construir el edificio público de Tacuba como su alcaldía mayor.
En 1795 tras una revisión de las propiedades en Azcapotzalco, se redujeron las propiedades comunales de las repúblicas de indios en beneficio de las propiedades de españoles y criollos. A la vez se realizaba uno de los primeros censos generales de población en la Nueva España, ese censo se realiza en gran medida por la guerra de los Siete Años donde intervinieron en lados opuestos España e Inglaterra, de donde los españoles apoyaron a los insurrectos angloamericanos distrayendo fuerzas en el sur del territorio inglés de las trece colonias, en lo que destacó Bernardo de Gálvez y Madrid, para sostener esa guerra se aumenta el impuesto a los indígenas y por otro lado se inicia por las Reformas Borbónicas de fin del siglo XVIII la desaparición de las Repúblicas Indianas por lo cual se intenta de nuevo establecer el un municipio tanto para españoles como indígenas en Azcapotzalco.

#### Siglo XIX, Antes de la Independencia.
En 1808 por un nuevo censo se sabe que hay una escuela en la ciudad de Azcapotzalco.

### México Independiente

#### Siglo XIX, Guerra de Independencia.
En 1810 se arman grupos regulares e irregulares de milicianos para defender la ciudad de México del avance de las fuerzas insurgentes que dirige el cura Miguel Hidalgo y Costilla desde Guanajuato. Se levantan varios destacamentos militares que se asignan al partido de Tacuba, asignando guarniciones en Azcapotzalco, Tacuba y Tlanepantla decididas a defender los caminos que llevaban a la ciudad de México, por eso solo participan unos cincuenta combatientes de Azcapotzalco en el bando realista durante la batalla del Monte de las Cruces.
Luego de eso se estableció un destacamento permanente en la ciudad de Azcapotzalco desde donde emprendían entre otros contra el insurgente brigadier Cañas del cual se conoce poco y que combatió en el valle de Cuautitlán y la zona del Bajío, este era combatido principalmente por el teniente coronel realista Pedro Monsalvo y su destacamento. Mientras eso pasaba entre 1813 y 1815 se desata otra peste que merca las arcas de los nuevos municipios de Azcapotzalco y Tlanepantla, esos municipios fueron creados sobre la base de la Constitución de Cádiz que fue leída integra en las iglesias al ponerse en vigencia en 1820, lo que término por desatar la independencia de México.
En agosto de 1821 ya con los Tratados de Córdoba el Ejército Trigarante avanza desde el Bajío, tomando posiciones en Tlalnepantla y Cuautitlán, mientras las pocas fuerzas realistas en el valle de México se atrincheran en las poblaciones de Tacubaya, La Villa de Guadalupe y Tacuba decididas a resistir a las fuerzas traicioneras que formaron el Ejército Trigarante, por esto el 19 de agosto tropas trigarantes que habían ocupado las haciendas de Careaga, del Cristo y de Echegaray se enfrentan a una patrulla realista en las afueras de Azcapotzalco, donde las realistas se retiran a Tacuba y las trigarantes a la hacienda del Cristo, por la tarde otra patrulla trigarante ataca los suburbios de Tacuba sin éxito, replegándose a Tlalnepantla mientras son perseguidos.
Los trigarantes se refugian en la hacienda de Careaga donde hubo una refriega que no prosperó para ninguna parte, por lo que los realistas se atrincheran en el templo de San Felipe y Santiago, hasta donde el día 20 de agosto las tropas bajo el mando de los comandantes trigarantes, Bustamante y Quintanar les atacan para desalojarlos de la población, misión que es infructuosa para los trigarantes, al atardecer conocen de refuerzos realistas desde Tacubaya y con la falta de municiones deciden los trigarantes retirarse: en esta lucha muere un oficial trigarante que desde 1813 se había unido a los insurgentes Encarnación Ortiz alias “El Pachón o El Pachondo”.
Las fuerzas trigarantes se retiraron a las haciendas de Careaga o del Rosario, mientras las fuerzas realistas provenientes de Tacubaya refrescaron a las sitiadas en Azcapotzalco, estas tropas se consideraron ganadoras de la Batalla de Azcapotzalco por lo que el Mariscal Francisco Novella entonces comandante en jefe de las tropas realistas de la ciudad de México consideró que esta batalla era un triunfo español que debía ser recompensado con promociones y asensos. Al final las tropas trigarantes tomaron la Villa de Guadalupe y otras poblaciones como Santa Mónica, San Ángel, San Agustín de las Cuevas y Mixcoac, con lo cual pusieron en estado de sitio a la ciudad de México, el 4 de septiembre por la noche, Azcapotzalco es tomado por tropas trigarantes mandadas por el general Agustín de Iturbide quien instala sus cuarteles generales en Azcapotzalco, entre el 6 y 11 de septiembre se realizan diferentes festividades para celebrar la próxima toma de la ciudad de México a la vez que se suman nuevas fuerzas insurgentes, el 11 de septiembre traslada el cuartel general al Convento de San Joaquín que pertenecía a los carmelitas descalzos para luego el día 13 reunirse con Juan O'Donojú, último jefe político superior de la Nueva España que se había quedado en Texcoco tras la firma de los Tratados de Cordoba, y el mariscal Francisco Novella en la Hacienda de la Patera, que pertenecía entonces a La Güera Rodríguez quien se le relaciona con Los Guadalupes, tras estas pláticas los realistas deciden dejar la ciudad de México y marchar a Veracruz, con lo que se consolida la Independencia de México. Al día siguiente el Ejercito Trigarante toma la ciudad de Tacubaya y muda ahí el cuartel general, de donde salen el 27 de septiembre las tropas insurgentes para tomar la ciudad de México y declarar la independencia.

#### Siglo XIX
En 1824, tras la creación del Distrito Federal, al Municipio de Azcapotzalco le surge un grave problema ya que parte de sus barrios, haciendas, rancherías y poblados quedan dentro de las tres leguas que conforma el Distrito Federal, entre ellos tenemos a los barrios de San Juan Huacalco, San Bernabé, San Lucas, Santa María Maninalco, San Sebastián, Santo Tomas, San Marcos, Los Reyes, San Simón, La Concepción, Santa Cruz Acayucan, San Francisco Tetecala, Santa Apolonia, Nextengo, Huautla de Salinas, San Andrés de Las Salinas y San Salvador Coltongo; mientras que los barrios de Santa Lucia, San Martín Xochinahuac, Santo Domingo, Santa Bárbara y San Andrés Tetlamatla, San Juan Tlilhuacan, San Pedro Xalpa, San Bartolo Acahualtongo, San Miguel Amantla y San Mateo quedan indiscutiblemente en el estado de México bajo el llamado Distrito de México cuya cabecera es Tlanepantla. Lo que causa grandes problemas administrativos ya que el Municipio esta de hecho dividido entre dos entidades federales y la población no sabe si acudir al Distrito Federal o al Distrito de México.
Por eso en 1826 se arregla una ley general que indica que los pueblos cuya mayor parte quedara dentro de los límites del Distrito Federal, pertenecerían a este, quedando así Azcapotzalco incorporado al Distrito Federal, de hecho solo la fuerza militar del municipio (la policía local) quedaba bajo la jurisdicción militar de la Ciudad de México, ya que el gobierno municipal quedaba tal y como era antes, el primer presidente municipal de Azcapotzalco fue Lino León, quien al morir dejó tierras para el servicio de los templos de Azcapotzalco, hasta ese momento continuaban de hecho funcionando las repúblicas de indios en Azcapotzalco.
En 1844 en su antepenúltimo periodo presidencial Antonio López de Santa Anna fue acompañado por el cabildo de Azcapotzalco en forma ceremoniosa hasta Tacubaya donde residía habitualmente, con el propósito de ganarse el favor de Santa Anna y que este elevara oficialmente al nivel de Ciudad a Azcapotzalco como habían tratado de lograrlo desde 1561.
Durante la guerra México – Estados Unidos en 1847 en los primeros días de septiembre se llevan a cabo negociaciones secretas de paz en Azcapotzalco, del lado mexicano intervienen José Joaquín Herrera, Bernardo Couto, Mora y Villamil y Miguel Alristain del lado estadounidense Nicolas P. Trist, mismas que no impiden el desenlace de la guerra.
El primero de septiembre de 1853 por decreto del entonces presidente y Alteza Serenísima Antonio López de Santa Anna en su último periodo, eleva al rango de villa a Azcapotzalco con el nombre de Villa de Bustamante y Quintanar en recuerdo de la Batalla de Azcapotzalco del 19 de agosto de 1821, el general Bustamante era íntimo amigo y compañero de armas de Santa Anna, la población entonces era de cinco mil habitantes. Al año siguiente en febrero de 1854 Antonio López de Santa Anna expide un decreto que define los límites de la prefectura de Tlalnepantla (donde estaba integrado el municipio de Azcapotzalco) y amplía los límites del Distrito de México perteneciente al Departamento de México que se había instaurado de nuevo sobre la base de las Siete Leyes del régimen Republicano Centralista que duraría hasta la victoria de la Revolución de Ayutla en 1855.
Por ese motivo en 1854 un grupo de alumnos del Liceo Franco Mexicano levanta un plano de la población de Azcapotzalco, donde aún se pueden ver los edificios del Tecpan de los mexicas y los Tepanecas.
Tras la caída del régimen Republicano Centralista dirigido por Antonio López de Santa Anna en 1856 y la promulgación y aplicación de las Leyes de Reforma, en especial la Ley Lerdo o de Manos Muertas, empiezan las denuncia y la expropiación de los bienes de las corporaciones civiles y religiosas a beneficio de la república, por el cual se venden en remate los bienes inmuebles de las antiguas Repúblicas Indianas de mexicas y tepanecas, así como de las cofradías de los diversos templos de Azcapotzalco. Por ejemplo la huerta del convento dominico, las tierras donadas por el primer presidente municipal de Azcapotzalco Lino León.
Durante la Guerra de Reforma el 14 de octubre de 1858, entran a Azcapotzalco patrullas del llamado aparecen patrullas militares de reconocimiento al mando del Licenciado Blanco, quien por orden del gobierno federal ataca a las poblaciones conservadoras de Villa de Azcapotzalco y Tacuba para así intentar atacar a la ciudad de México, sede del Supremo Poder Conservador, estas fuerzas son rechazadas por la guarnición militar de la garita de San Cosme, este espíritu conservador de las poblaciones que fueron privadas de sus bienes por las Leyes de Reforma vuelve a manifestarse en 1859 cuando Benito Juárez las expide formalmente en el Puerto de Veracruz por medio de una carta.
Por eso en 1860 tropas federales no son bien recibidas en Tacuba y Azcapotzalco, lo que hace al menos muy molesta su presencia, y más cuando el 24 de noviembre, el general liberal Jesús González Ortega desde Tlalnepantla hostiga a las poblaciones externas a la ciudad de México previo a su entrada a la ciudad de México. Pero en 1861 aun pasan 3000 hombres del conservador Leonardo Márquez, luego de atacar la garita de San Cosme y Tacuba. Por eso no sorprende que en 1863 la consulta para decidir si tomar la forma monárquica de gobierno resulte abrumadoramente ganadora, consulta por la cual se instaura el Segundo Imperio Mexicano a cargo del llamado Maximiliano I de México quien es bien recibido en su paso por la villa los siguientes años, por eso en 1865 los dirigentes de los barrios de Azcapotzalco se dirigen a la Junta Protectora de las Clases Menesterosas, para solicitar que se les restaure la propiedad de los bienes comunales que se les había quitado por la Ley Lerdo, pero como esa ley fue ratificad por Maximiliano solo se protegieron las tierras que estaban aun bajo propiedad de la comunidad, para eso se dividieron entre los habitantes originarios de Azcapotzalco y se hicieron invendibles, pero esa protección por decreto solo duro lo que el imperio, hasta 1867.
En 1865 se presentan copiosas e inusitadas lluvias en la cuenca de México y otras partes del país, todas las poblaciones del valle de México sufren inundaciones, Azcapotzalco sufre severas pérdidas agrícolas y se desata una pequeña peste, lo que junto con la pérdida de tierras comunales hace que en 1869 la actividad comercial y agrícola de la Villa de Azcapotzalco mengüen notoriamente junto con la población.
En 1870 reinicia la construcción de vías férreas para trenes, entre las cuales se planea una que comunique la ciudad de México con Tlanepantla pasando por la villa de Azcapotzalco. En 1871 ocurre un secuestro notable en Azcapotzalco, Antonio Ramírez, acaudalado vecino de la villa, la reacción es contra el Cabildo de Azcapotzalco a quien se le acusa de negligencia criminal por no perseguir a salteadores y a plagiarios que asolan la localidad, por ejemplo en 1872 el acaudalado comerciante Bassot es secuestrado y enterrado hasta la garganta durante tres meses por sus secuestradores quienes no logran cobrar el rescate, la víctima es rescatada y tras una persecución el cabecilla de la banda es capturado y ajusticiado.
En 1872 se inaugura un nuevo palacio municipal desde ese momento no se vuelve a tener noticia sobre los Tecpan mexica o tepaneca, ese mismo año se organizan rondas de vecinos para cuidar la villa, van armados con fusiles de chispa. Un año después se inaugura el Vivero Municipal con el que se reforesta la calzada de Azcapotzalco-Tacuba y el Paseo de los Ahuehuetes en San Juan Tlihuacan. La inseguridad en la zona se siente por años lo que causa una baja considerable de su población, para 1975 se instalan las vías del Ferrocarril Mexicano en su México-Tlalnepantla-Cuautitlán, que instala en las afueras un patio de maniobras y terminal de carga, que empieza a modificar la estructura social y económica de la villa, en 1876 se instala la Línea de Telégrafo entre Cuautitlán y la ciudad de México, con una línea para el servicio de policía y el Cabildo de Azcapotzalco, ese año se da la Revolución de Tuxtepec por la cual llega a la presidencia Porfirio Díaz, en Azcapotzalco la proclama el general Juan Nepomuceno Cortina quien muriera en la villa en 1894 en situación de presidio en la casa tras tener problemas legales por robo de ganado y contrabando en Tamaulipas y Texas, por lo que perdió poder político.
En 1878 el escritor Rivera Cambas publica una descripción de Azcapotzalco donde da a conocer la leyenda de la aparición del manantial de Zancopinca. Para 1880 la de nuevo llamada Villa de Azcapotzalco es cabecera de Municipalidad de Azcapotzalco, perteneciente al Distrito Federal, dependía de la Prefectura Política de Guadalupe Hidalgo y tenía una población de 5000 habitantes en la villa y de 2500 en los pueblos, barrios, haciendas y ranchos de la localidad.
Las obras del nuevo palacio municipal de Azcapotzalco se inician en 1887 y terminarán en 1891, con lo cual se descuidan los caminos, lo que causa grandes problemas a la población, para 1888 en pleno cambio de estatutos del Distrito Federal, la Municipalidad de Azcapotzalco tiene unos 7500 habitantes, distribuidos entre la Villa de Azcapotzalco en 24 barrios y los pueblos de Santa Barbara, San Miguel Amantla, San Juan Tlilhuaca y Santa María Natividad Xocoyahualco, además de las haciendas de En Medio, Careaga o del Rosario, San Antonio, Los Ranchos de Amealco, San Rafael, San Marcos, Pantaco, San Isidro y Azpeitia.
Para 1889 en el barrio de los Reyes se establece la terminal, talleres y establo de los trenes de mulitas que sirven a la zona. En el mismo temor entre 1890 y 1900 bajo el gobierno municipal de José María del Carmen Rocha se termina el ramal Tlalnepantla-Azcapotzalco de los trenes de tracción animal y el ramal del ferrocarril de Monte Alto pasa por el barrio de Santa Lucia, como parte del ferrocarril Toluca-Acambaro-Naucalpan del Ferrocarril Nacional.
En 1895 se notifica el gran éxito de la Feria Semanal de Azcapotzalco que venía celebrándose posiblemente desde 1878, se indica que el gran atractivo de esta feria era el juego de azar en todas sus variedades (ruleta, albur, carcama, dardos, lotería, adivinanzas, etc.), se celebraba cada fin de semana pero desde ese año se inicia la construcción de grandes casa pertenecientes a los hombres beneficiados por el régimen porfirista, como el presidente Manuel González. Por ese motivo se restaura el parque central frente al Templo de San Felipe y Santiago, de ellos quedan dos hermosos leones de barro en pedestal, árboles frondosos y el notable kiosco sostenido por columnas de hierro fundido.
En 1897 el licenciado y político Ángel Zimbrón fue nombrado Secretario del Gobierno del Distrito Federal, quien era vecino de Azcapotzalco y propietario del Rancho de San Lucas, cuyos terrenos fraccionara y venderá en lotes, por medio de una sociedad anónima de inmobiliaria y de construcción, cuyos socios mayoritarios son accionistas del periódico oficial de “El Imparcial”, el rancho se divide en dos zonas la rica llamada Colonia El imparcial y la de medios y bajos recursos, Colonia San Álvaro. En 1899 Zimbron como Gobernador interino del Distrito Federal autoriza la construcción de dos líneas de ferrocarril una que partirá de la ciudad de Guadalupe Hidalgo a Xochimilco pasando por Azcapotzalco, Tacuba, Nonoalco (cerca de Tacubaya), San Ángel, Villa Coyoacán y Villa de Tlalpan, mientras la otra línea comunicará directamente Azcapotzalco con la ciudad de México. Ese mismo año de 1897 se presentan fuertes lluvias e inundaciones que desatan enfermedades entre la población.
El 16 de diciembre de 1898 se crea la Prefectura Política de Azcapotzalco, perteneciente al Distrito Federal, esa prefectura controla los municipios de Azcapotzalco y de Tacuba, por eso los documentos oficiales nombran a la Villa de Azcapotzalco como “Azcapotzalco de Porfirio Díaz”, una teoría dice que esto fue para preparar el terreno para el establecimiento público de la sociedad anónima de inmobiliaria y de construcción cuyos principales accionistas serían el licenciado Ángel Zimbrón y el licenciado Rafael Reyes Espíndola director del Periódico El Imparcial.
Para despedir el siglo se realizan grandes celebraciones, lo más destacado es la gran cena que se organiza para las gentes pobres y necesitadas del municipio en el jardín central, siendo grande la concurrencia sobro aun comida para llevar a los presos de la cárcel local y de Tacuba, tras lo cual se abrió un baile para toda la población y ya para las diez de la noche una marcha con antorchas con las personas que asistirían a un baile en el teatro Tivoli en Tacuba.

#### Siglo XX
Para festejar el inicio del siglo se realizan varios actos cívicos y deportivos, como una carrera de bicicletas desde el Bosque de Chapultepec hasta el Parque Hidalgo en el centro de la villa, que junto al mercado municipal de Azcapotzalco son las obras con las que inician el siglo, realizado con técnicas modernas de mampostería, envigado y techado de acero, mientras el tradicional mercado al aire libre se mueve entre el mercado y el nuevo palacio municipal.
Poco después en 1903 se inaugura el Ferrocarril México-Laredo que pasa por el municipio y construye su estación de carga entre los barrios de Santiago Ahuizotla, San Miguel Amantla y Santa Lucía, lo que en buena medida hace atractiva la zona para la instalación de fábricas y factorías. Ese mismo año se vuelve a cambiar la forma de gobierno del Distrito Federal, dejando a la villa de Azcapotzalco como cabecera del municipio y del partido del mismo nombre que tiene como municipio anexo en el partido al Municipio de Tacuba, para muchos con esa ley se extingue la autonomía municipal en el Distrito Federal. También ese año se cancela la feria Semanal de Azcapotzalco bajo el argumento de que hería las buenas costumbres y la nueva imagen que se pretendía ofrecer a los nuevos vecinos que empezaban a ser atraídos por los desarrollos inmobiliarios de la zona, sobre todo de gama alta.
Como ocurrió en 1904 con la Hacienda de Clavería, donde por venta los terrenos agrícolas pasan a ser la Colonia Clavería, ese mismo año se inunda el pueblo de San Juan Tlilhuaca. Esas nuevas colonias se benefician de la inauguración del tranvía eléctrico que viene desde la ciudad de México, ese mismo año se inunda la Colonia Vallejo e inicia la entrega por tubo de agua potable a casas en el centro de Azcapotzalco.
En 1909 el entonces alumno de arqueología, Manuel Gamio, hace sus primeros trabajos en Azcapotzalco, que vertiera en el libro “Restos de la Cultura Tepaneca” en los Anales del Museo Nacional de Antropología, Historia y Etnografía, tomo I.
Para el festejo del Centenario de la Independencia de México se reinaugura la Avenida Centenario y que se había asfaltado y alumbrado con faros eléctricos, se estimó entonces que la población del municipio era de unos 10,785 habitantes, ese mismo año por la prolongación del tranvía de mulitas hasta Tlalnepantla se mueven los talleres y patios a esa población y se establece la compañía Hierro y Acero de México S.A. que sería de las primeras industrias pesadas en establecerse en Azcapotzalco en la zona de la Colonia Ferreria.” Se arregla el Paseo de los Ahuehuetes (hoy calle Miguel Lerdo de Tejada) con una glorieta, un parque con bancas y alumbrado eléctrico con focos de colores, que para 1910 ya tenía un quisco de hierro fundido que desde 1950 está en Villa del Carbón en el estado de México.

#### Siglo XX, La Revolución
En 1911 empieza a ser estudiada la villa con el fin de conocer su pasado prehispánico, esto en el marco de las prácticas de los alumnos de la Escuela Internacional de Arqueología y Etnografía, por lo mismo el aventurero William Niven comienza excavaciones con fines comerciales en Azcapotzalco con lo cual termina por hacerse de una colección de más de 20,000 objetos que forman su museo itinerante, compra una ladrillera en San Miguel Amantla para excavar en varios tlatels (montículos arqueológicos) del barrio de Santiago Ahuizotla. Por lo anterior en 1912 el arqueólogo Manuel Gamio vuelve a la villa para realizar varios estudios por medio de excavaciones, en el atrio del templo de San Felipe y Santiago y en el barrio de Santa Lucía y al pueblo de San Miguel Amantla. Esa fiebre por descubrir el pasado de Azcapotzalco vuelve en 1916 y 1918 cuando los arqueólogos Alfred M. Tozzer y William Niven de nuevo, excavan en Azcapotzalco, incluso Niven intenta hacer pasar objetos de la zona como evidencia de la existencia de la Atlántida.
Durante la primera etapa de la Revolución Mexicana, Azcapotzalco se mantuvo un poco alejada de las actividades y sucesos que sucedieron en la ciudad de México, aunque el convento Dominico sirvió de cuartel a fuerzas villistas, es con el gobierno de Victoriano Huerta donde los sucesos se empiezan a acumular, el ayuntamiento en su mayoría lo integran personas adherentes al régimen y declaran al municipio pro-huertista, organizan una fuerza auxiliar de trabajadores para apoyarlo, además de que la policía secreta secuestra al profesor y exdiputado Nestor E. Monroy por organizar un mitin antihuertista frente a la Basílica de Guadalupe, el cual es luego fusilado y enterrado en el panteón de Santa Cruz de las Salinas. Azcapotzalco se vuelve teatro de operaciones militares con la acción coordinada de partidas zapatistas que atacan en agosto el norte del valle de México y el sur del valle de Cuautitlán, intentando tomar las haciendas de Portales en Coacalco, La Guiñada y Atonilco en Huehuetoca, La Guadalupe, San Mateo y Lechería en Tlalnepantla, en la Sierra de Guadalupe, Ecatepec y Barrientos, por lo que los dirigentes vecinales de Azcapotzalco, se adhieren públicamente al huertismo.
Pero como es derrotado Victoriano Huerta el 18 de agosto de 1914, reciben en Tlalnepantla a Venustiano Carranza, quien termina por alojarse en Azcapotzalco con su estado mayor, en las propiedades abandonadas por la élite porfirista sobre la Avenida Azcapotzalco, las cuales son saqueadas, el 20 de agosto sale para Tacuba y luego a la ciudad de México, donde asumirá el poder ejecutivo. Tras el reinicio de las hostilidades, ahora entre carrancistas y convencionalistas, Venustiano Carranza deja el Distrito Federal para organizar su gobierno en el Puerto de Veracruz, debido a esto tropas zapatistas toman Azcapotzalco, ocurriendo saqueos en las tiendas “El Sol” y “La Luna”, junto al Jardín Hidalgo. Carranza desde Veracruz deroga la Ley Orgánica del Distrito Federal del 26 de marzo de 1903, y emite la Ley del Municipio Libre (el 25 de diciembre de 1914) por el cual elimina los Partidos y da autonomía a los Ayuntamientos o gobiernos municipales así como sus antiguos bienes, rentas y prerrogativas, esto luego de elevaría a nivel constitucional en el artículo 115.
En 1915 con el éxito militar del Ejército Constitucionalista el general Álvaro Obregón se hace cargo del Distrito Federal como autoridad política y militar, y pone en vigencia la Ley del Municipio Libre, se presenta una epidemia de escarlatina y el 16 de junio tropas zapatistas realizan un ataque en Azcapotzalco y Tacuba dirigidos por el general zapatista Genovevo de la O. con cinco mil efectivos, se llevan a cabo tiroteos y pequeñas batallas que alejan a los zapatistas hasta Rio Hondo en Naucalpan, a ese ataque le sigue la toma de la villa, luego el vigésimo batallón de artillería expedicionaria del coronel Maximiliano Kloss se acuartelan en la capilla de San Francisco. Ante los ataques constantes, la desorganización municipal y los conflictos con los ayuntamientos de los municipios del Distrito Federal, el gobierno militar de Álvaro Obregón suprime la ley del 25 del diciembre de 1914 e impone de nuevo la Ley Orgánica de 1903, creando nuevamente las prefecturas políticas, con lo cual logra el control del Distrito Federal. Por eso en septiembre de 1915 el prefecto político de Azcapotzalco en ceremonia oficial renombra legalmente a la Villa de Azcapotzalco de Porfirio Díaz como Villa Azcapotzalco.
En 1918 la cultura prehispánica doble de mexicas y tepanecas aún se reconocía abiertamente por sus habitantes, por ejemplo al Río de Los Remedios se le conocía como Río Armastitlán y se hablaba Nahuátl, por eso ese año las comunidades solicitaron la expropiación de las haciendas y ranchos que se había formado en las tierras que las Leyes de Reforma le habían quitado desde 1857. Tras las elecciones municipales de 1919 ganadas en la mayoría de los municipios del Distrito Federal por el derechista Partido Liberal Constitucionalista (PLC) contra el izquierdista y oficialista Partido Nacional Cooperativista (PNC), se inician una serie de políticas del Gobierno Federal contra los gobiernos municipales.
En 1920 se desata la epidemia de influencia española o fiebre catarral, se funda la Colonia de San Rafael e inician los trabajos para modernizar y asfaltar las calzadas Presidente Madero (Hoy Avenida Azcapotzalco) y de Azcapotzalco-Tlalnepantla (Hoy Avenida Parque Vía).
En 1921 se realiza el primer reparto agrario en Azcapotzalco, reconociéndose a los barrios y pueblos originarios de Azcapotzalco como núcleos de población ejidal con dotación, proceso que terminaría en 1936. Un año luego el ingeniero Salvador Francisco Domenzain, realiza una serie de transmisiones pioneras de la comunicación por radio desde Azcapotzalco.
Por orden del ya presidente Álvaro Obregón las instalaciones del templo de San Felipe y Santiago ocupadas por el Batallón de Artillería son dadas en 1923 para crearse la Escuela Belisario Domínguez para mil alumnos.
En 1924 se plante por primera vez la extinción del municipio libre o cualquier municipio en el Distrito Federal, que entre otras cosas se le relaciona con la muerte en 1928 del diputado por Azcapotzalco, José F. Gutiérrez, quien se oponía abiertamente a la idea de eliminar el Municipio en el Distrito federal, este murió al ser arrollado su coche por un ferrocarril. Ese año entra la primera línea de camiones interurbanos Cuautitlán-Tlalnepantla- Azcapotzalco-Tacuba-ciudad de México
En 1925 se inaugura la biblioteca Fray Bartolomé de Las Casas, la primera biblioteca pública de Azcapotzalco que aun existe en el antiguo palacio municipal.

#### Siglo XX, Guerra Cristera
Durante la llamada Guerra Cristera, Azcapotzalco se convierte junto con la ciudad de Guadalupe Hidalgo en un punto fuerte de los grupos católicos y cristeros en el Distrito Federal, por ejemplo se funda en Azcapotzalco un centro local de la Liga Nacional Defensora de la Libertad Religiosa (LNDFLR), el cual recibe apoyo de las familias pudientes y la población en general de Azcapotzalco, por eso se crea esa lucha ideológica entre izquierdista que pintan murales como el ubicado en la Biblioteca Fray Bartolomé de las Casas, por un lado y por otro la formación de grupos que se encargan del mantenimiento de los templos cerrados por las leyes federales, aunque la más grave y recordada es la prohibición de festejar la Semana Santa en 1927, algo que no había dejado de suceder en 300 años, se cree que debido a eso se empieza a dar una lucha armada entre grupos cristeros y federales en Azcapotzalco y la serranía del poniente del Distrito Federal, así como el decomiso de armamento en diferentes lugares de Azcapotzalco y el resto del Distrito Federal.
El 31 de diciembre de 1928, Guadalupe Montiel se convierte en el último presidente municipal de Azcapotzalco y 1 de enero de 1929 en el primer Delegado de Azcapotzalco, por la supresión del municipio libre en el distrito Federal que forma 13 Delegaciones Políticas y un Departamento Central donde está la ciudad de México. La nueva delegación tiene una población de 16.669 habitantes, de los cuales 15.025 se localizan en la Villa de Azcapotzalco.
Ese mismo año de 1929 se forma por expropiación sin compensación económica de 5.000 kilómetros cuadrados la Zona Industrial de Vallejo que en 1944 se ratificará por decreto su creación, tras varios pleitos agrarios y de propiedad privada que aún no han concluido, destinada a la construcción de fábricas, talleres y oficinas, que terminaron por incrementar la inmigración regular o irregular a la zona, dándose conflictos entre los propietarios de las tierras y los llamados paracaidistas que crearon las llamadas ciudades perdidas (problema que en 2014 aún continúa) que con el tiempo obligaron a la venta, expropiación o simple apropiación de terrenos ejidales, por lo que se formaron colonias como la Pro-Hogar, Del Hierro, Aguilera, Aldana, Providencia, San Francisco Xocotitla, Patrimonio, Liberación, Del Gas, Ampliación Del Gas, Cosmopolita, Tlatilco, Ignacio Allende, La Zermeño, Santa Lucía, Santa Apolonia y Euzkadí, las cuales se organizan como Comité Regional de Colonias Proletarias (CRCP) y que actúa bajo el amparo del Partido Nacional Revolucionario (PNR).

#### Siglo XX, Institucional
Al realizar el censo de 1930 hay cuarenta mil habitantes, ese año se vuelve a hacer la fiesta del Nextengo, con lo que reinician las festividades religiosas en le Villa, al año siguiente inician los trabajos para la construcción de la Refinería de Azcapotzalco, en la cercanía de los pueblos de San Miguel Amantla y Santiago Ahuizotla, al año siguiente el templo de San Felipe y Santiago, es declarado monumento colonial. El 29 de agosto de 1933 se desbordan los ríos Consulado y de Los Remedios, inundando gran parte de Azcapotzalco. Para 1935 el antropólogo George Clapp Vaillant realiza excavaciones en la Villa encontrando restos humanos en una olla prehispánica y platos hechos con cráneos humanos llamados en la zona como “chomas o calotas”, los restos humanos muestran claros indicios de cocimiento y encontrados bajo la cruz atrial, la cual fue removida y llevada a un museo en Monterrey, Nuevo León. En 1938 se extiende una epidemia de tifo exantemático (transmitido por piojos) en Azcapotzalco y se realizan muchos mítines y movimiento en las instalaciones petroleras en Azcapotzalco, debido a la expropiación petrolera de 1938.
En 1940 para mejorar el surtido de agua a la villa se construye la llamada Casa de Bombas en el Jardín Hidalgo, que extraería agua de un pozo artesiano, y cuya construcción aprovechó la antigua instalación del cinematógrafo y teatro porfiriano Ángela Peralta. Otra obra es el Cuartel de la Policía Montada en la Calzada de Camarones, atrás de la calle de Cairo, ese cuartel se destinó a la vigilancia de las aun extensas zonas agrícolas que existían en todos los alrededores de la Villa Azcapotzalco. En 1941 se funda la Asociación de Charros de Azcapotzalco “José Becerril” y vuelve a desbordarse el río de Los Remedios, lo que deja una gran destrucción en especial en el Pueblo de Ticoman.
En 1950 se forman las colonias San Marcos, Fraccionamiento Central San Marcos, Reynosa Tamaulipas y sus ampliaciones, La Ampliación San Rafael, Ahuacatitla, Del Maestro, Ocolco y San Andrés. La población total de la delegación es de 188,000 habitantes, desde ese momento ya no se reporta por separado la población de la Villa Azcapotzalco. Ese año en la capilla del Señor de Nextengo se centralizan los esfuerzos para conseguir la beatificación de Sebastián de Aparicio quien viviera en Azcapotzalco en el siglo XVI. Sobre la avenida de los camarones se realizan trabajos de ampliación y mejoramiento, pero también se empiezan a demoler casas antiguas, desaparece la llamada Plazuela de los Rocha (Camarones y 22 de febrero), la Glorieta de Camarones es demolida para mejorar el tráfico rodado. Por esas obras surgen las colonias San Marcos, Fraccionamiento Central San Marcos, Reynosa Tamaulipas y sus ampliaciones, La Ampliación San Rafael, Ahuacatitla, Del Maestro, Ocolco Y San Andrés, un proceso que no finalizará hasta que el cien por ciento de territorio delegacional sea urbanizado a mediados de la década de los ochenta.
En 1951 el industrial Armando Tornel y sus hermanos fundan la Compañía Hulera Tornel hasta ahora la única compañía mexicana fabricante de neumáticos, el directorio general de calles, colonias y poblados del Distrito Federal, editado por la Dirección General de Correos, indica que en Azcapotzalco existían:
Una Villa, Villa Azcapotzalco; ocho ranchos (Acalotenco, Achichinautla, Amelco, La Providencia, Los Ángeles, San Antonio De Tula, San Carlos, San Isidro); tres haciendas (Ahuehuetes, El Rosario, San Antonio Cacahualtongo); 24 barrios (Cahualcatzingo de las Salinas, El Oro, El Progreso, El Renacimiento, Huautla, Las Animas, San Bartolito Cacahualtongo, San Isidro, San Juan Tlilhuaca, San Marcos, San Miguel Amantla, San Salvador Xochimancas, San Sebastián, Santa Apolonia, Santa Barbará, Santa Catarina, Santa Cruz Acayucan, Santa Lucía, Santa María Maninalco, Tlacama, Tula, Santo Domingo, Santo Tomas); 10 pueblos (San Andrés de las Salinas, San Bernabé, San Francisco Tetecala, San Juan Ahuacalco, San Martín Xochinahuac, San Mateo, San Pedro Xalpa, San Simón, Santiago Acahuatepec, Santiago Ahuizotla); un ex-pueblo La Piedad; 46 colonias (Aguilera, Aldana, Ángel Zimbrón, Azpeitia, Buenavista, Clavería, Claveria Norte Y Sur, Confiteras, Cosmopolita, Maximino Avila Camacho, De La Raza, Defensores De La República, Del Arenal, Del Gas, El Imparcial, El Recreo, Emancipación Proletaria, Euskadí, Guadalupe Victoria, Héroe De Nacozarí, Ignacio Allende, La Virgen, Magdalena De Las Salinas, María Mercedes García, Monte Alto, Nueva Santa María, Obrera Popular, Panamericana, Patrimonio Familiar, Petrolera, Plenitud, Porvenir, Potrero Del Llano, Prohogar, Recuperación Nacional, San Francisco Xocotitla, San Rafael, Trabajadores del Hierro, Vallejo, Victoria de las Democracias, Sector Naval De México, Tlatilco, Trabajadores Proletarios, Un Hogar Para Cada Trabajador Y Francisco Villa); 3 fraccionamientos (San Marcos, Sindicato de Electricistas, Vallejo Industrial) y una estación, la de Ferrería, nótese que ya no toman en cuenta los barrios de la Villa Azcapotzalco.
En 1954 la biblioteca pública “Fray Bartolomé de las Casas” es intervenida para restaurar los murales en su interior, trabajo encomendado a Juan O´Gorman
En 1960 la estadística muestra que la Delegación Azcapotzalco es la región agrícola más desarrollada del Distrito Federal, aun con los 370.724 habitantes era la principal fuente de alimento del Distrito Federal. En 1961 ocurre una gran explosión en la Refinería de Azcapotzalco que causa varios muertos dentro de ella y contaminación por derrames de hidrocarburos, los cuales se incendian y hacen volar varias tapas del alcantarillado, lo que hizo necesario avisar a la población de una posible evacuación general, algunas simplemente se fueron a cualquier población cercana.
Tres años después en 1963, José Rómulo Sosa mejor conocido como José José, da sus primeros pasos en el mundo profesional del canto, con un trío formado junto con su primo Francisco Ortiz y su amigo Alfredo Benítez, los tres vivían en la Colonia Clavería y es ahí donde empiezan a cobrar por acompañar a amigos y vecinos en sus serenatas. Él se muda en 1969.
En 1964 la Villa Azcapotzalco va perdiendo gran cantidad de sus edificios antiguos, la construcción de las clínicas del Instituto Mexicano del Seguro Social y del Instituto de Seguridad y Servicios Sociales de los Trabajadores del Estado modifica para siempre el llamado Zócalo de Azcapotzalco (Jardín Hidalgo). En 1969 se agrega el Hospital Infantil de Azcapotzalco, dependiente de la Secretaría de Salubridad y Asistencia federal.
En 1970 inicia la década de las llamadas en México Ciudades Perdidas en la parte poniente de Azcapotzalco, lo que rompe definitivamente con el carácter rural de la Villa Azcapotzalco y de la Delegación. Lo cual se consolida en los años ochenta con la dotación de servicios urbanos a esas colonias, que en su mayoría se formaron irregularmente y por invasiones de predios, desde esta zona se disemina el fenómeno al poniente y norte, llegando a Santuario de los Remedios en Naucalpan y al norte hasta Tlalnepantla, Tultitlan y Cuautitlan, por lo que se crean planes urbanos para la “Zona Metropolitana de la ciudad de México”, hoy llamada Zona metropolitana del Valle de México T en lotes baldíos o de propiedad irregular. Para ese momento el entonces llamado Instituto Nacional de Estadística y Geografía e Informática (INEGI), ya no distingue a la villa de una colonia, y en forma general dice que la Delegación tiene 534.534 habitantes en 1972.
E 26 de julio de 1975 se da un enfrentamiento a balazos en el Cine Cuitlahuac (Colonia Clavería) entre miembros de la llamada Brigada Blanca un grupo gubernamental antiguerrillero, e integrantes de guerrilla, Liga Comunista 23 de Septiembre, ese acto como muchos de la llamada Guerra sucia no se reportarían por la prensa nacional, como la explosión en la Refinería de Azcapotzalco del 31 de octubre de ese año, donde los rumores entre los habitantes de Azcapotzalco es de varios muertos, pero oficialmente no hubo ningún muerto, solo daños materiales.
El 24 de abril de 1981 al realizar obras para Línea 6 del Metro, en lo que será la Estación Azcapotzalco se encuentra un panteón prehispánico con 82 esqueletos y varias ofrendas. El 15 se septiembre de 1986 durante la celebración de las fiestas patrias se da una batalla campal entre asistentes al acto cívico, lo que causa la prohibió desde entonces de la venta de mazorcas de maíz cocido que esa noche se usaron como proyectiles por los rijosos. En 1988 el 18 de marzo durante la ceremonia de conmemoración por la Expropiación del petróleo en México el entonces presidente Carlos Salinas de Gortari ordena cerrar la Refinería de Azcapotzalco enviando su producción a la Refinería Miguel Hidalgo en Tula de Allende, estado de Hidalgo. Debido a eso liquida a 2,800 y se jubila a 2,600 empleados de la refinería, la mayoría habitaba en la Delegación Política de Azcapotzalco. Ese mismo año de 1988 el 5 de diciembre se abre La Casa de la Cultura de Azcapotzalco, en el antiguo edificio de la presidencia municipal.
Tras la reforma a las leyes que permitió el reconocimiento oficial de los diferentes credos y cultos existentes en el país, durante 1994 se reconoce públicamente la existencia de varias instituciones religiosas que trabajaban en Villa Azcapotzalco en forma encubierta desde la Guerra Cristera. En 1997 desaparece el último establo lechero de Azcapotzalco, en Santa María Maninalco sobre la Avenida Camarones, todo debido a la muerte de su propietario el último de los agricultores en al menos 1800 años de existencia de la Villa Azcapotzalco. Ese año el Lic. Pablo Moctezuma Barragán fue nombrado Jefe Delegacional de Azcapotzalco, por el primer Jefe de Gobierno del Distrito Federal Cuauhtémoc Cárdenas Solórzano.
Se mantuvo en el cargo hasta el año 2000.

### Siglo XXI
El 6 de marzo de 2000 tras la noticia de un supuesto aterrizaje de un ovni se ocasiona una gran conmoción en Azcapotzalco. El 3 de julio del mismo año es electa como Jefa Delegacional de Azcapotzalco, la Lic. Margarita Saldaña Hernández, desde enero de 1929 no se había electo ningún presidente municipal o cabildo en la delegación.

## Lugares de interés
Debido a su antigüedad como población, en la demarcación se encuentran sitios históricos para visitar, entre los cuales se cuentan la Casa de la Cultura, la Calzada Azcapotzalco, el Jardín Hidalgo y la Parroquia y Convento de los Santos Apóstoles Felipe y Santiago; las diversas capillas de los barrios de Azcapotzalco; la Biblioteca Fray Bartolomé de las Casas; el barrio de San Juan Tlilhuaca; el Parque Tezozómoc; los murales de Rivera y Siqueiros en el centro Médico La Raza.

### Parroquia y Convento de los Santos Apóstoles Felipe y Santiago

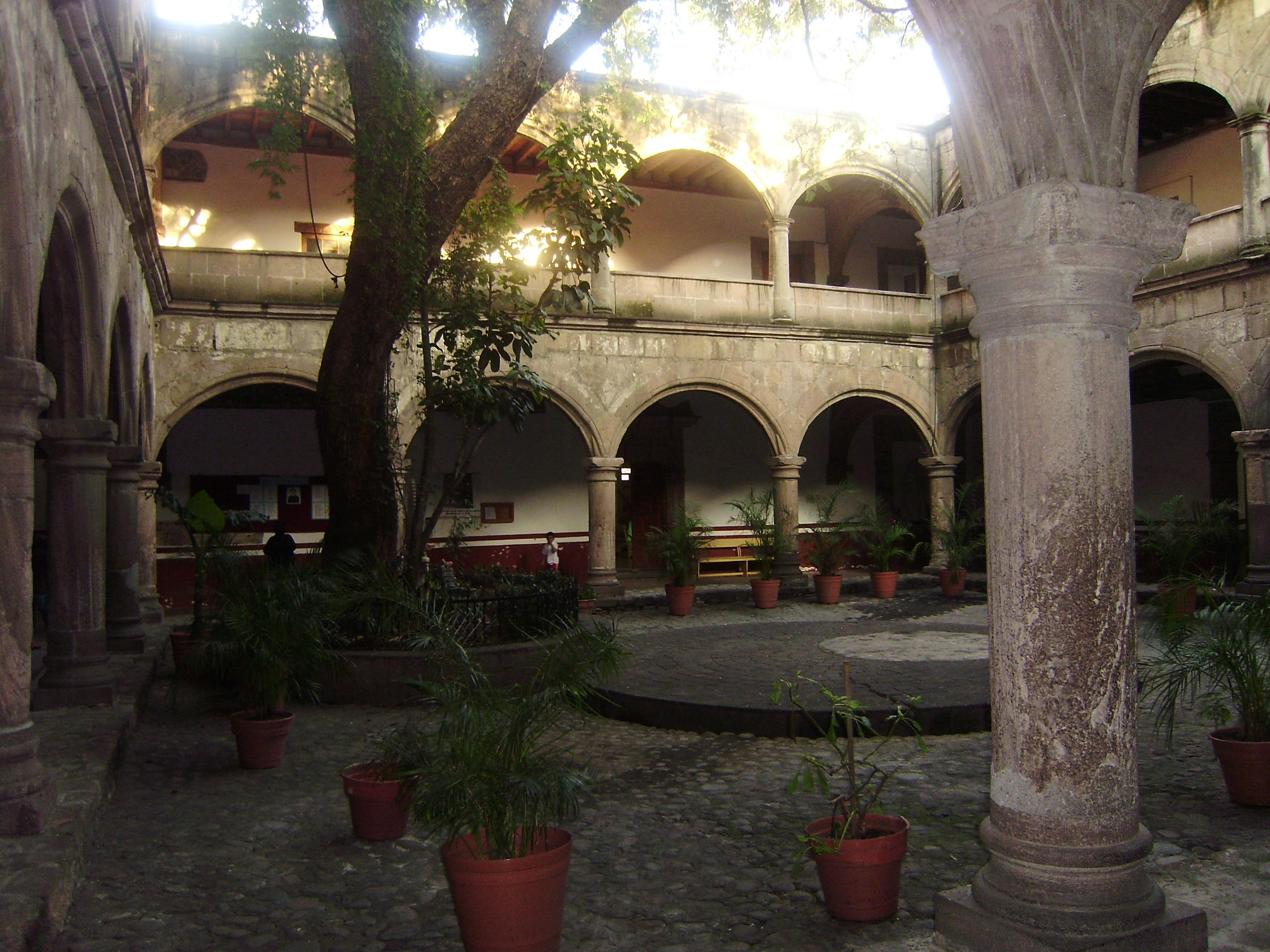
Iglesia de los apóstoles Felipe y Santiago en Azcapotzalco

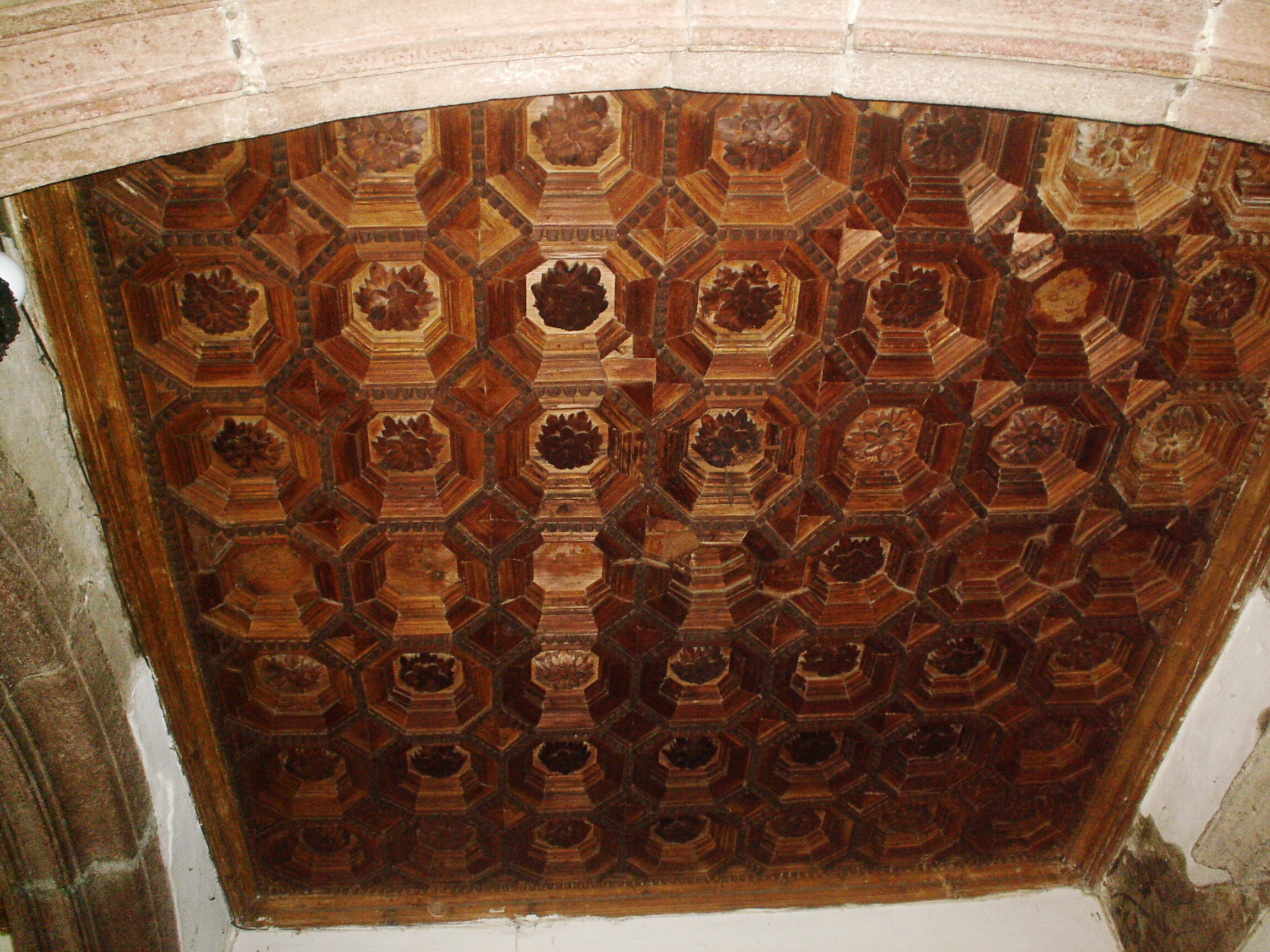
El artesonado en las esquinas del claustro bajo el antiguo convento

Su construcción data de 1565 bajo la dirección del dominico Fray Lorenzo de la Asunción, al establecerse un templo en el antiguo altepetl tepaneca. Su nave es de cañón corrido, y la decoración de su interior es de estilo neoclásico. En su atrio ocurrió la Batalla de Azcapotzalco en 1821, la última acción de armas de la Independencia de México, en donde Anastasio Bustamante y Nicolás Acosta ganan la batalla final de Independencia ante los realistas de Azcapotzalco.
El antiguo claustro de esta construcción exhibe restos de pintura mural, su arquería es sencilla y soportada por columnas de estilo dórico; destaca en el claustro bajo la decoración con casetones en los corredores y es de especial mención el artesonado en las esquinas de este; un trabajo realmente impresionante que aún puede apreciarse siendo junto con el de la sacristía del Hospital de Jesús los dos únicos ejemplos de artesonado colonial en el Distrito Federal.
En el patio de la casa de la cultura de Azcapotzalco, se puede apreciar la estatua de Don Regino Tornel, fundador de la llantera Tornel que encuentra su asiento en esta delegación, personaje que se encuentra en el salón mundial del caucho, por sus aportaciones a la técnica de vulcanizado.

### Biblioteca Fray Bartolomé de las Casas
En su interior se encuentra el mural Paisaje de Azcapotzalco de Juan O'Gorman, pintado por el artista en 1931, por encargo de José Vasconcelos. Quedó dañado por filtraciones de agua, por lo que su autor lo declaró perdido en la década de los setenta. Fue restaurado en el año 2000.

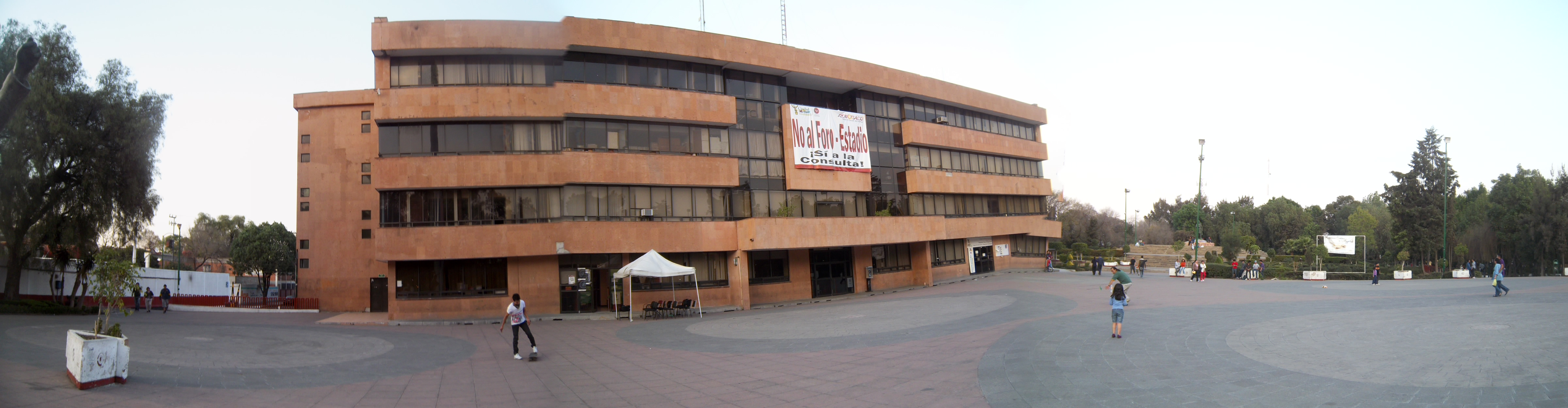
Plaza Cívica Fernando Montes de Oca, en la cabecera delegacional. Al centro, el edificio delegacional.

### Otros Templos
En la colonia Villa Azcapotzalco, encontramos a la Capilla de los Reyes, la Capilla de San Mateo, la Capilla de Santa Catarina Mártir, la Capilla de Santa Lucía, el Templo de la Inmaculada Concepción Huitznahuac y el Templo de Santo Domingo.
En otros lugares encontramos la Capilla de Nuestra Señora del Pilar en Huautla de Las Salinas; la Capilla de San Andrés en San Andrés, la Capilla de San Bartolo en San Bartolo Cacahualtongo, la Capilla de San Francisco de Asís en San Francisco Tetecala, la Capilla de San Francisco de Asís Xocotitla en San Francisco Xocotitla, la Capilla de San Juan Evangelista Huacalco en Huapalco Napatitla, la Capilla de San Lucas en El Recreo, la Capilla de San Marcos en San Marcos, la Capilla de San Salvador en Nextengo, la Capilla de Santa Apolonia en San Francisco Tetecala, la Capilla de Santa Bárbara en Santa Bárbara, la Capilla de Santa María Malinalco en Santa María Malinalco, la Parroquia de Jesús Nazareno en Coltongo, la Parroquia de San Juan Bautista en San Juan Tlihuaca, la Parroquia de San Martín Obispo en San Martín Xochinahuac, la Parroquia de San Miguel Arcángel en San Miguel Amantla, la Parroquia de San Sebastián Mártir en San Sebastián Atenco, la Parroquia de Santiago en Santiago Ahuizotla, el Templo de San Pedro Xalpa en San Pedro Xalpa, el Templo de San Simón y San Judas Tadeo en San Simón Poxtlán y el Templo de Santo Tomás en Santo Tomás Tlamacinco.